# Ernst Friedberger

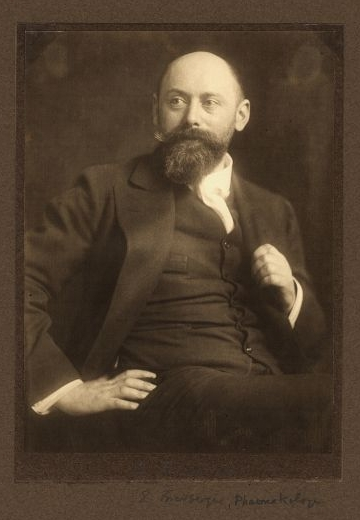
Ernst Friedberger

Ernst Friedberger (* 17. Mai 1875 in Gießen; † 25. Januar 1932 in Berlin) war ein deutscher Immunologe und Hygieniker jüdischer Abstammung. Er war von 1915 bis 1926 Professor für Hygiene sowie Institutsdirektor an der Universität Greifswald und anschließend bis zu seinem Tod Direktor des Preußischen Forschungsinstituts für Hygiene und Immunitätslehre in Berlin-Dahlem.

## Leben
Ernst Friedberger wurde 1875 in Gießen als Sohn von Sarah und Max Friedberger geboren und wuchs mit einem Bruder namens Otto sowie seinem verwaisten Cousin Max Meyerfeld auf. Er studierte Medizin an den Universitäten Gießen, München, Heidelberg, Würzburg sowie Berlin und promovierte 1899 in Gießen mit einer Arbeit „über den Säuregrad und Pepsingehalt des Harns bei Erkrankungen des Magens“. Anschließend war er zunächst als Assistent am Preußischen Institut für Infektionskrankheiten in Berlin tätig. Im Jahr 1901 wechselte er auf eine Assistentenstelle an der Universität Königsberg, wo er nach seiner Habilitation im Jahr 1903 als Dozent für Hygiene tätig war. Ab 1908 war er Titularprofessor, im gleichen Jahr wurde er Leiter der Abteilung für experimentelle Therapie am Institut für Pharmakologie der Berliner Universität.
Ende 1914 erfolgte die Berufung an die Universität Greifswald, an der er zum Beginn des Jahres 1915 den Lehrstuhl für Hygiene übernahm und Direktor des Hygieneinstituts wurde. In dieser Eigenschaft wurde er unter anderem als Sachverständiger im Calmette-Prozess gehört.
Zu seinen Schülern in Greifswald zählte unter anderem Paul Konitzer, der 1920 bei Friedberger promovierte und nach dem Ende des Zweiten Weltkrieges Präsident der Deutschen Zentralverwaltung für das Gesundheitswesen in der Sowjetischen Besatzungszone wurde. 1926 ging er zurück nach Berlin, wo er bis zu seinem Tod als Direktor des Preußischen Forschungsinstituts für Hygiene und Immunitätslehre in Dahlem wirkte. Er starb 1932 in Berlin an einer Nierenerkrankung, die auf eine kriegsbedingte Fleckfieberinfektion zurückgeführt wurde.

## Wissenschaftliches Wirken
Schwerpunkt der Forschung von Ernst Friedberger waren zum Beginn seiner Tätigkeit die Grundlagen der Anaphylaxie. Im späteren Verlauf seiner Karriere beschäftigte er sich mit verschiedenen Aspekten der Immunabwehr von bakteriellen Krankheitserregern, mit epidemiologischen Studien sowie insbesondere mit der Hygiene der Kleidung, der Wohnung und der Nahrung von Menschen.

## Werke (Auswahl)
- Über Kriegsseuchen einst und jetzt, ihre Bekämpfung und Verhütung. Siegismund, Berlin 1917
- Zur Entwicklung der Hygiene im Weltkrieg. Fischer, Jena 1919
- Lehrbuch der Mikrobiologie. Zwei Bände. Fischer, Jena 1919 (als Mitherausgeber)[2]
- Untersuchungen über Wohnungsverhältnisse, insbes. über Kleinwohnungen und deren Mieter in Greifswald. Fischer, Jena 1923
- Diphtherieepidemien der letzten Jahre, das Heilserum und die Schutzimpfung. Urban & Schwarzenberg, Berlin und Wien 1931